# Indy Fuel
Indy Fuel – amerykański klub hokeja na lodzie z siedzibą w Indianapolis.
Drużyna została zespołem farmerskim dla klubów Rockford IceHogs z AHL oraz Chicago Blackhawks z NHL.